# Dicellurata
Sous-ordre
Synonymes
- Dicellura Cook, 1896

Super-familles de rang inférieur
- Japygoidea

Les Dicellurata  sont un sous-ordre de diploures.

## Classification
Le nom Dicellura est donné pour la première fois par Haliday en 1864 avec le statut de genre. Celui-ci est désormais considéré comme un synonyme de Japyx Haliday, 1864. En 1896, Orator F. Cook reprend le nom pour définir un ordre dont la monophylie devient discutable selon les auteurs. Puis en 1959, l'entomologiste français Jean Pagés (d) (1925-2009) établit la classification des diploures qui fait désormais consensus parmi les spécialistes,, créant pour l'occasion le sous-ordre des Dicellurata.
Le sous-ordre des Dicellurata se compose d'une seule super-famille, les Japygoidea, sous-divisée en cinq familles :
- Dinjapygidae Womersley, 1939
- Evalljapyginae Silvestri, 1948
- Iapyginae Haliday, 1864
- Heterojapygidae Womersley, 1939
- Parajapygidae Womersley, 1939
- †Testajapygidae Kukalová-Peck, 1987